# Operacja Dotrzymana Obietnica
Operacja „Dotrzymana Obietnica” (pers. ‏عملیات وعده صادق‎ amaliat vadeh sadegh) – kryptonim serii ataków odwetowych na terytorium Izraela przeprowadzonych przez Iran i jego sojuszników, takich jak Hezbollah i ruch Huti, a także Islamski Ruch Oporu w Iraku, w celu odwetu za zbombardowanie przez siły Izraela ambasady Iranu w Syrii. Oficjalną, irańską nazwę tych wydarzeń można tłumaczyć jako Operacja Dotrzymana obietnica lub Operacja „Prawdziwa obietnica”. Izrael wsparły USA, Wielka Brytania i Francja, a także Jordania.

## Przyczyny

### Atak Izraela na ambasadę Iranu
W dniu 1 kwietnia 2024 Izrael przeprowadził nalot na kompleks ambasady Iranu w Damaszku w Syrii, niszcząc budynek, w którym mieści się jej sekcja konsularna. W ataku zginęło szesnaście osób, w tym ośmiu funkcjonariuszy Korpusu Strażników Rewolucji Islamskiej i dwóch syryjskich cywilów. W ataku ucierpiał też sąsiedni budynek ambasady Kanady.

## Opis wydarzeń

### Wcześniejszy atak Hezbollahu
12 kwietnia libański sojusznik Iranu i Hamasu, Hezbollah, przeprowadził przy użyciu dronów (z których przechwycono 2) i ok. 40 rakiet (z których część została przechwycona przy użyciu Żelaznej Kopuły i baterii Patriot) atak na północny Izrael. Atak Hezbollahu to część tzw. „wojny w cieniu” Izraela z Iranem.

### Atak
Według wczesnych hipotez Iran miał zaatakować Izrael jeszcze tego samego dnia, co potwierdził irański parlamentarzysta Dżawad Karimi Kuddusi, lecz lot dronów (w ilości, szacunkowo, od 50 do kilkuset) rozpoczął się dopiero następnego dnia. Z tego powodu Jordania, a kilka godzin później również Irak zamknęły swą przestrzeń powietrzną, którą jednak później ponownie otworzono. Wcześniej, w związku zagrożeniem owym atakiem, USA skierowało na Morze Czerwone lotniskowiec USS Dwight Eisenhower, zdolny do przechwytywania irańskich dronów i rakiet. Zarówno atak Hezbolllahu, jak i Iranu, są odwetem za atak rakietowy Izraela na irański konsulat w Damaszku z 1 kwietnia 2024 r., w wyniku którego zginęło 7 członków Korpusu Strażników Rewolucji Islamskiej (w tym Mohammad Reza Zahedi, jeden z dowódców Sił Ghods) i 9 innych osób.
99 procent z 350 irańskich dronów i rakiet zostało zniszczone przez izraelską obronę przeciwlotniczą wspieraną przez USA. 14 kwietnia Centralne Dowództwo USA poinformowało że siły zbrojne USA wraz z udziałem niszczycieli przypisanymi do EUCOM zniszczyły ponad 80 dronów i co najmniej 6 pocisków balistycznych, środki te były wystrzelone z terytorium Iranu oraz z terytorium Jemenu przez Huti. W tej liczbie znajduje się 7 dronów oraz jeden pocisk zniszczony wraz z wyrzutnią, które zostały zniszczone w Jemenie na ziemi, zanim zostały wystrzelone. Część irańskich dronów została zniszczona również przez samoloty RAF. Swój udział w zwalczaniu dronów i rakiet miały także Francja i Jordania. W wyniku ataku uszkodzona została izraelska baza wojskowa i ranne zostało dziecko. 14 kwietnia, nad ranem, miał miejsce także kolejny atak rakietowy Hezbollahu.

### Następstwa
W związku z działaniami Iranu, w dużych miastach tego kraju doszło do manifestacji antyizraelskich i antyamerykańskich. Irańskie przedstawicielstwo przy ONZ uznało sprawę za zakończoną, lecz jednocześnie zapowiedziało, że jeśli Izrael dokona ataku odwetowego, to Iran odpowie siłą, atakując m.in. bazy amerykańskie. Izraelski gabinet bezpieczeństwa przekazał gabinetowi wojennemu zadanie podjęcia decyzji o ataku odwetowym.

#### Odpowiedź Izraela
Rankiem 19 kwietnia Izrael znów podjął działania przeciwko Iranowi. Izrael zaatakował trzy cele na międzynarodowym lotnisku w Isfahanie lub w jego pobliżu, w tym bazę wojskową. Iran twierdził, że jego obrona przeciwlotnicza zestrzeliła wszystkie izraelskie pociski i że eksplozje pochodziły z obrony powietrznej, ale zdjęcia satelitarne pokazały zniszczoną baterię obrony powietrznej i uszkodzenie systemu radarowego. Izrael nie skomentował ani nie przyznał się do żadnego ataku. W południowej Syrii celem ataków były bazy SAA, co doprowadziło do strat materialnych. Eksplozje i myśliwce były również słyszane w Iraku, a szczątki izraelskiego pocisku zostały znalezione w środkowym Iraku, co sugeruje, że Izrael strzelał stamtąd

## Reakcje międzynarodowe
NATO – rzeczniczka NATO Farah Dakhlallah oświadczyła, że organizacja potępia eskalację konfliktu ze strony Iranu.
 Wielka Brytania – premier Rishi Sunak sprzeciwił się „bezprzykładnemu atakowi Iranu na Izrael” i powiedział, że Zjednoczone Królestwo będzie kontynuować poparcie dla bezpieczeństwa Izraela. Według niego, celem Iranu jest powiększanie napięcia w regionie. Biuro Spraw Zagranicznych również potępiło działania Iranu oraz wezwało do siebie irańskiego chargé d’affaires.
 Unia Europejska – wysoki przedstawiciel Unii do spraw zagranicznych i polityki bezpieczeństwa Josep Borrell nazwał irański atak „bezprecedensowa eskalacją” oraz wezwał do organizacji spotkania ministrów spraw zagranicznych z państw Unii Europejskiej, które miałoby być poświęcone rozmowie na temat irańskiego ataku na Izrael.
 Włochy – premierka Giorgia Meloni nie poparła irańskiego ataku oraz zwołała naradę przywódców państw G7, w której udział wzięli również przywódcy instytucji UE.
 Hezbollah – organizacja pogratulowała przywódcom Iranu i poparła atak, który ich zdaniem był „jakościowy” i „bezprecedensowy”.
 Polska – wiceminister spraw zagranicznych Andrzej Szejna stwierdził, że był to atak „równie terrorystyczny jak atak Rosji na Ukrainę” po czym dodał, że Polska powinna wesprzeć Izrael w nadchodzącej wojnie z Iranem.